# Dusona bucculentoides
Dusona bucculentoides är en stekelart som beskrevs av P.-A. Hinz och Horstmann 2004. Dusona bucculentoides ingår i släktet Dusona, och familjen brokparasitsteklar. Inga underarter finns listade i Catalogue of Life.